# Parque de Protección ecológica del Río Piraí
El Parque de Protección Ecológica del Río Piraí es un territorio a orillas del Río Piraí preservado por su riqueza natural y la protección que brinda a la ciudad de Santa Cruz de la Sierra ante crecidas del río. Su conservación es respaldada por múltiples normas como la Ley Nacional 2913 y la Ley Autonómica Municipal 1434 que resguardan orillas a nivel metropolitano y municipal respectivamente. Su proximidad a la ciudad deviene en asentamientos y actividades económicas cuya persistencia representa un reto abierto para iniciativas de preservación.

## Historia
El Piraí es un río ancho, caudaloso y propenso a inundaciones repentinas. Miembro de una cuenca al borde de la cordillera de los Andes, sus aguas mueven sedimentos formados en la erosión de partes altas que terminan cambiando el curso del río más abajo. El 17 y 18 de marzo de 1983 el río Piraí se desbordó e inundó Santa Cruz de la Sierra y zonas rurales vecinas afectando a 9500 viviendas y resultando en la pérdida de 900 personas y daños estimados en 37 millones de dólares.En respuesta a este desastre, la Ley Nacional 550 de 1983 creó el «Servicio de Encauzamiento de Aguas y Regularización del Río Piraí» (SEARPI) encargado de políticas y proyectos para el manejo integral de la cuenca. El SEARPI concentró sus esfuerzos en controlar el curso del río, además de establecer una red de estaciones hidro-meteorológicas para su monitoreo. A través de esta entidad, la cooperación internacional financió obras civiles de defensa, planes de manejo y proyectos de reforestación.
El parque de protección ecológica se constituyó para limitar asentamientos y facilitar el desarrollo de obras civiles en las orillas del río más próximas a la ciudad de Santa Cruz de la Sierra. Desde 1991, una larga cadena de normas define sus límites y usos permitidos de suelo. La Ley Nacional 2913 de 2004 define un área de preservación a nivel metropolitano. y la Ley Autonómica Municipal 1434 declara límites, usos y prohibiciones para el segmento dentro del municipio de Santa Cruz de la Sierra El Gobierno Municipal de Santa Cruz de la Sierra aprueba dos planes maestros para el parque en 2007 y 2022. Del resto de municipios en la región metropolitana, sólo La Guardia cuenta con límites y un plan aprobados.
La efectividad de estas normas en proteger la región de actividades humanas ha sido cuestionable. Caminos y asentamientos al interior como lagunas para el tratamiento de agua potable, cabañas y el Barrio Ambrosio Villarroel son oficialmente reconocidos. Y prácticamente todos los áridos utilizados en construcciones de la ciudad de Santa Cruz de la Sierra y sus alrededores provienen del lecho del río, cuya explotación implica nuevos caminos y asentamientos en el parque Según un estudio de cambios de uso de suelo, entre 2001 y 2021 se perdieron 234.91 hectáreas de cobertura arbórea en el parque a un ritmo ligeramente creciente que parece no verse afectado por normas de protección.

## Características
El parque tiene una extensión de 15,867,987 m²  de los cuales alrededor del 60% son bosques chiquitanos. Al norte abundan bosques mesófilos de llanura aluvial con árboles de una altura media de 16 m. como el Blanquillo, Sauco negro y Curupaú. Más abajo existen bosques medianamente mal drenados de llanura aluvial con árboles que rondan los 10 m. de altura como el Ambaibo y Jorori. Al sur se encuentran bosques ribereños sucesionales dominados por el Parajobobo, Chuchio y el Sauce, de una altura media de 14 m. A lo largo de estos bosques se hallan parches dispersos de pampas antrópicas resultado de desmontes, pampas arboladas, vegetación secundaria y asentamientos urbanos. Entre la fauna, destacan la Urina, Mono Leoncito, Mono Nocturno, Ururó, Mono Martín, Mono Amarillo, Zorro Patas Negras, Perezoso y el Jochi Pintado, que cumplen funciones importantes en el ecosistema como la regulación de insectos y la dispersión de semillas.La temperatura promedio varía entre los 23 y 25 °C y la precipitación tiende a concentrarse entre diciembre y marzo

## Galería

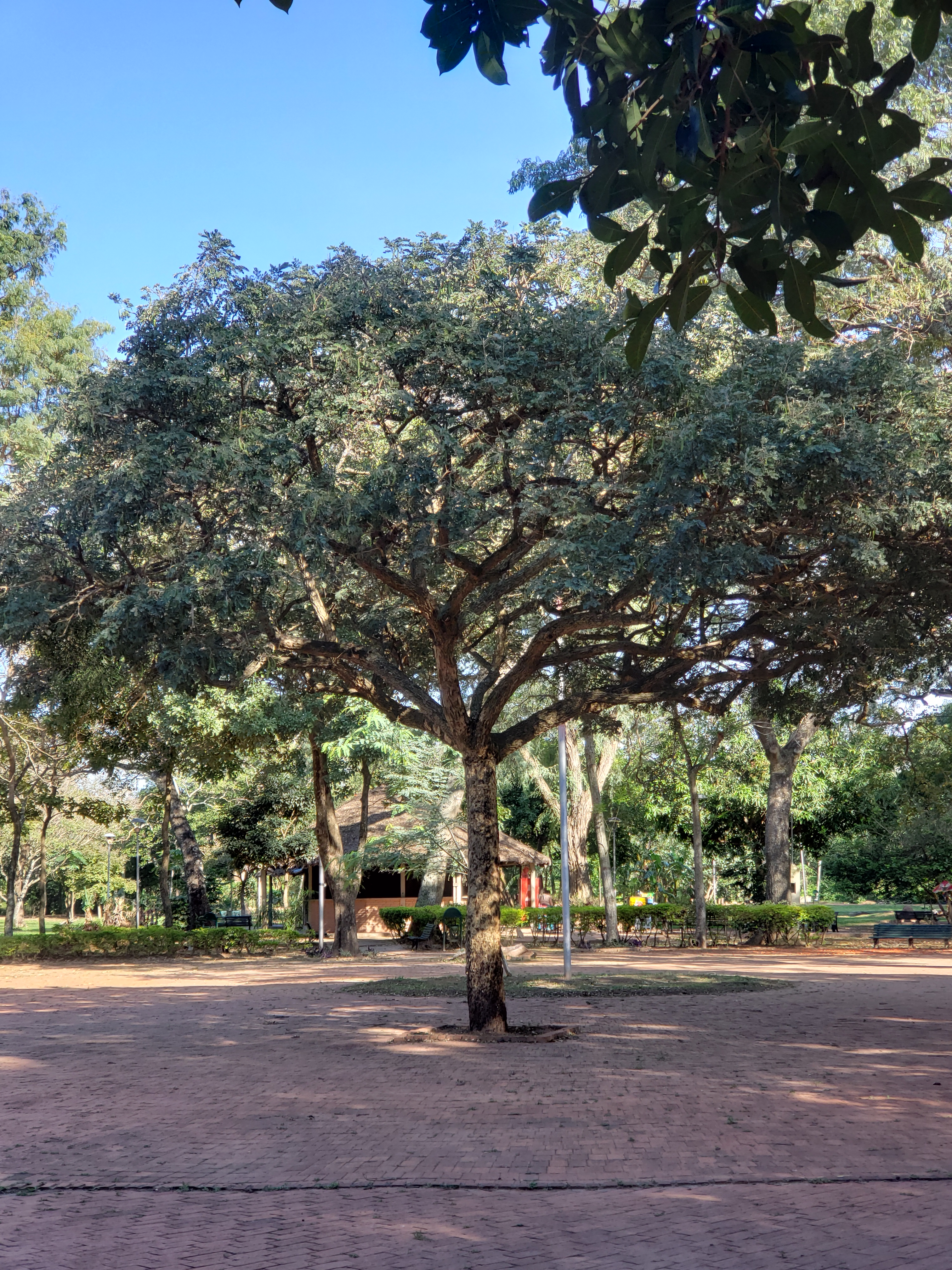
Ingreso al Parque Autonómico 4 de Mayo
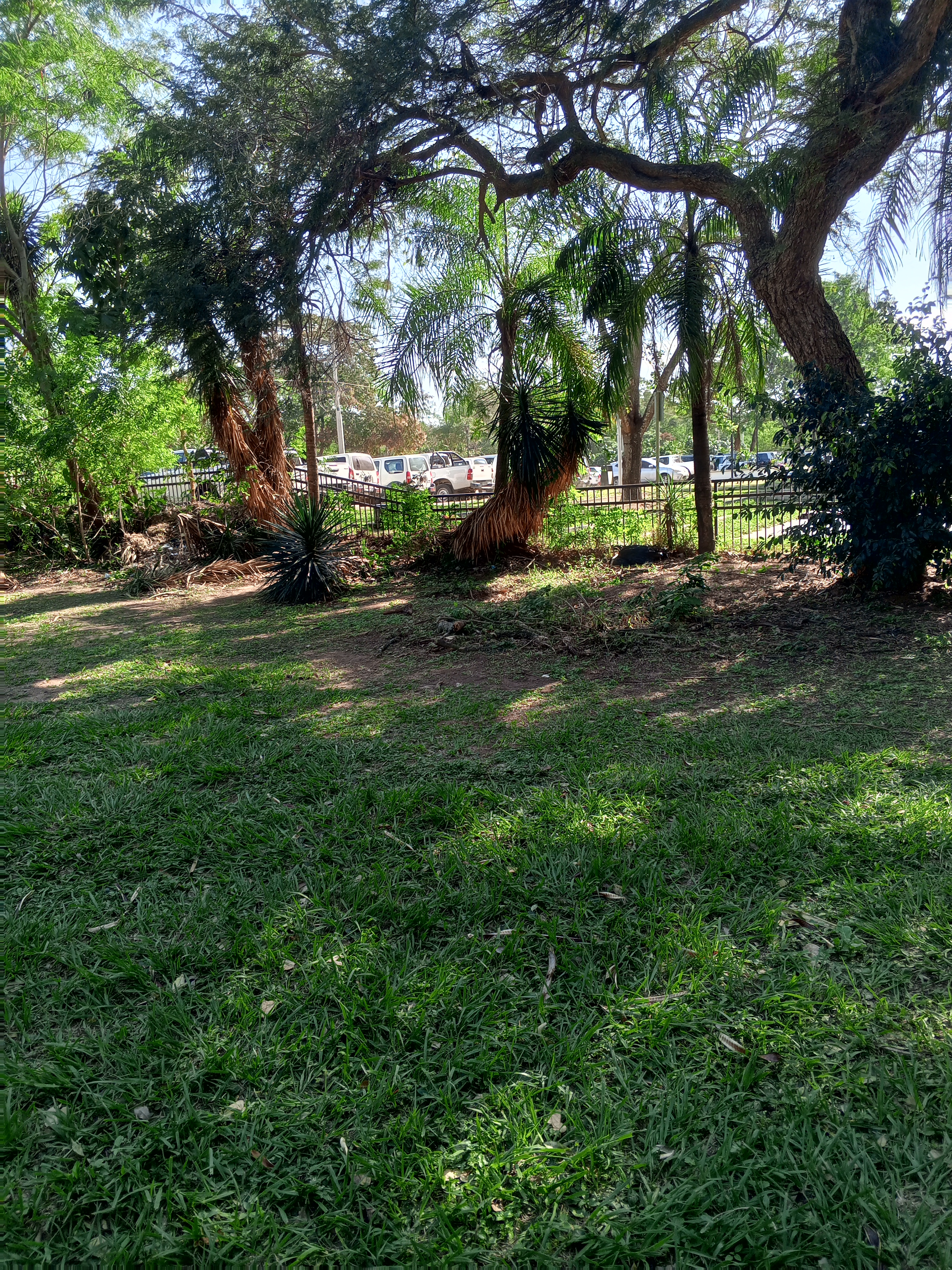
Palmeras inclinadas
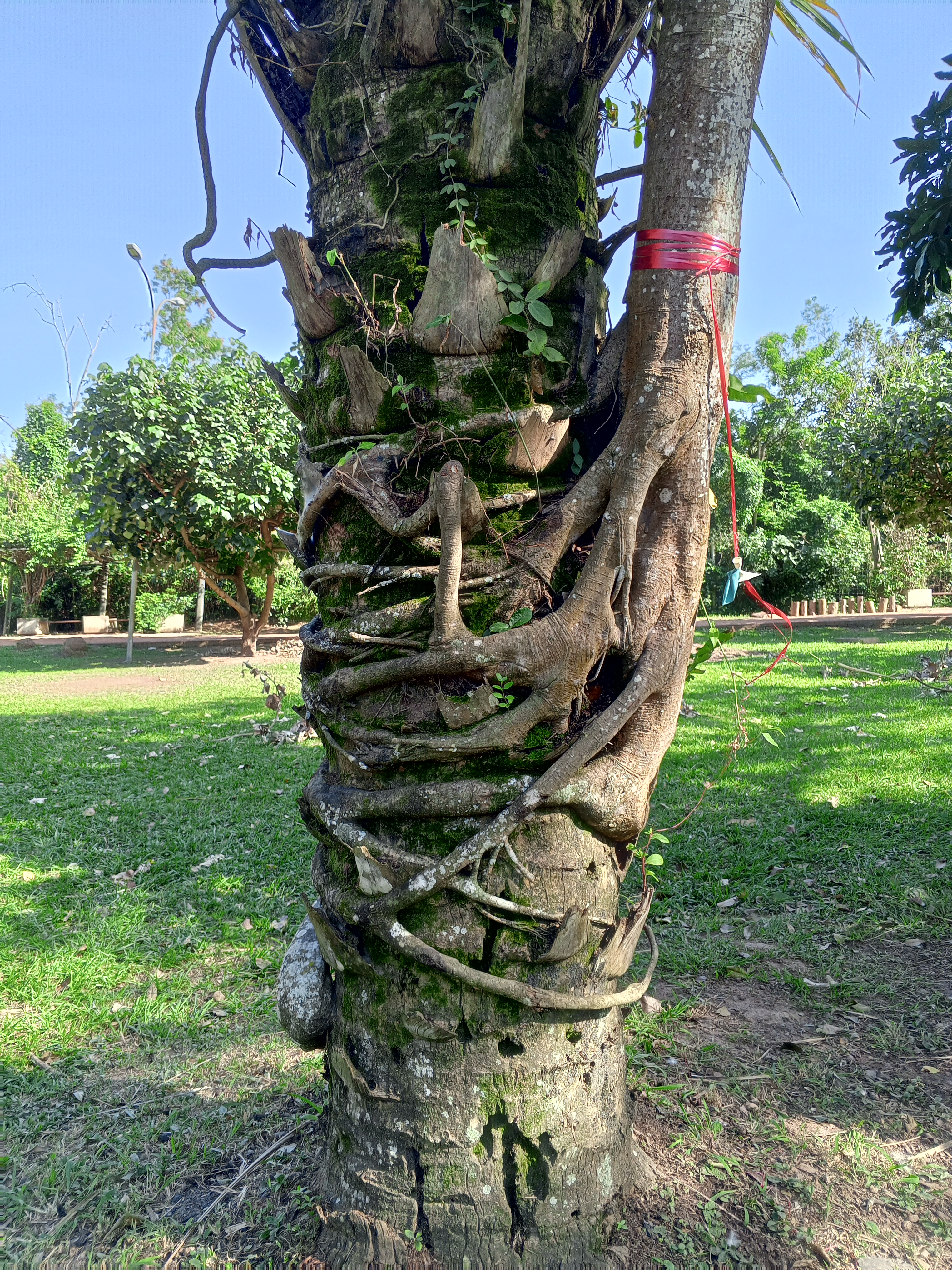
Raíces aferradas a palma
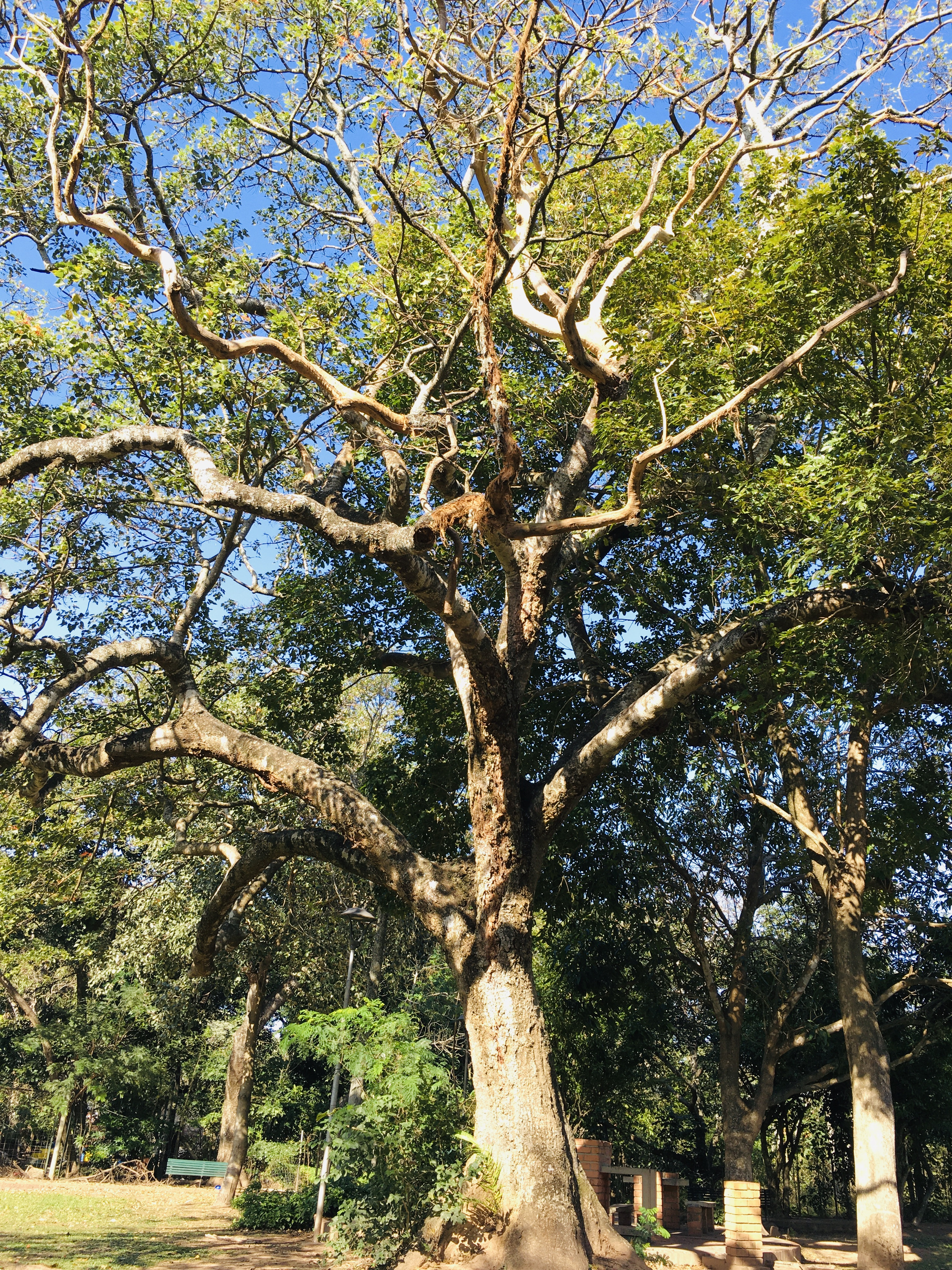
Árbol en el Parque Autonómico 4 de Mayo
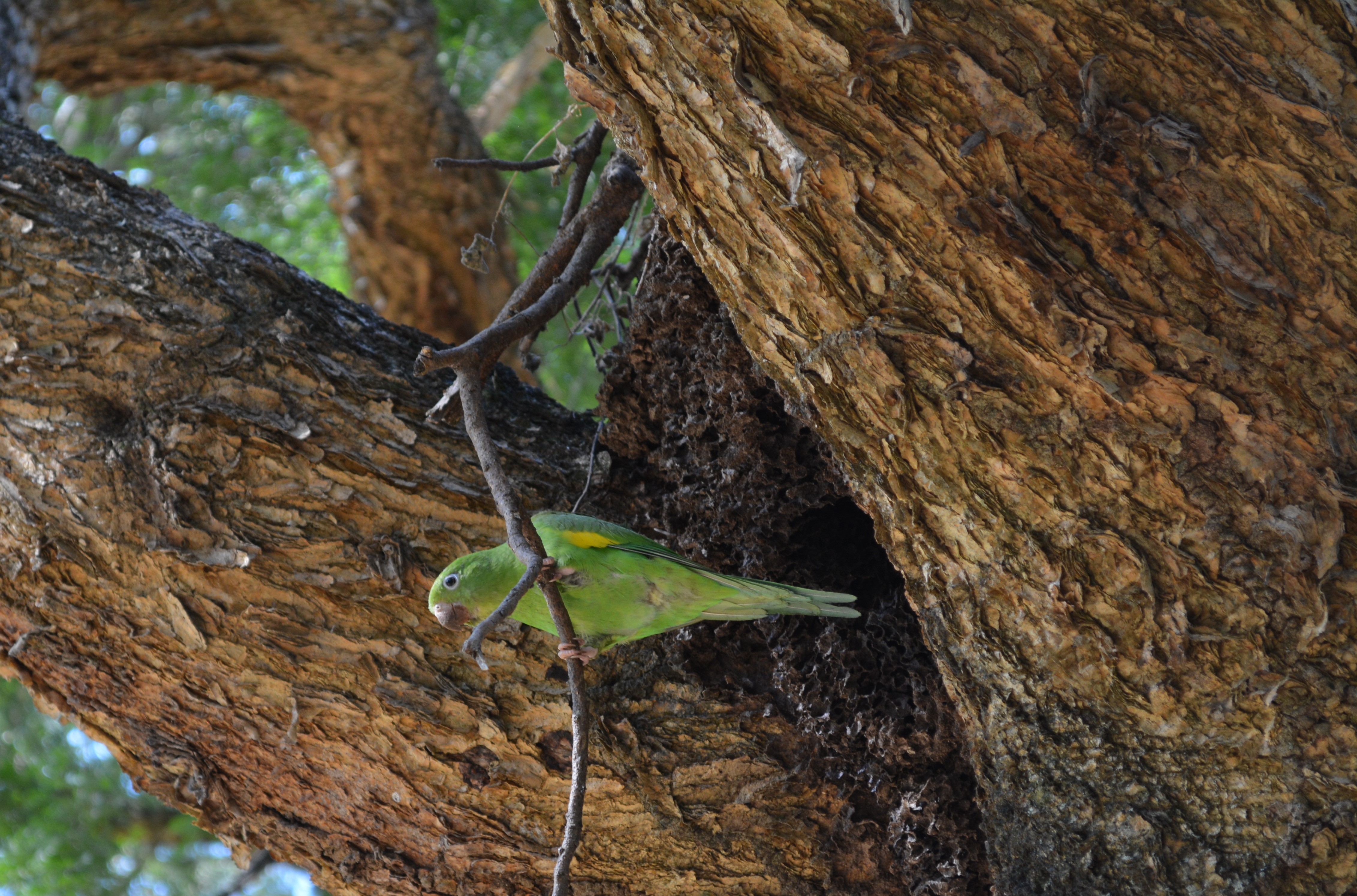
Loro verde de ala amarilla
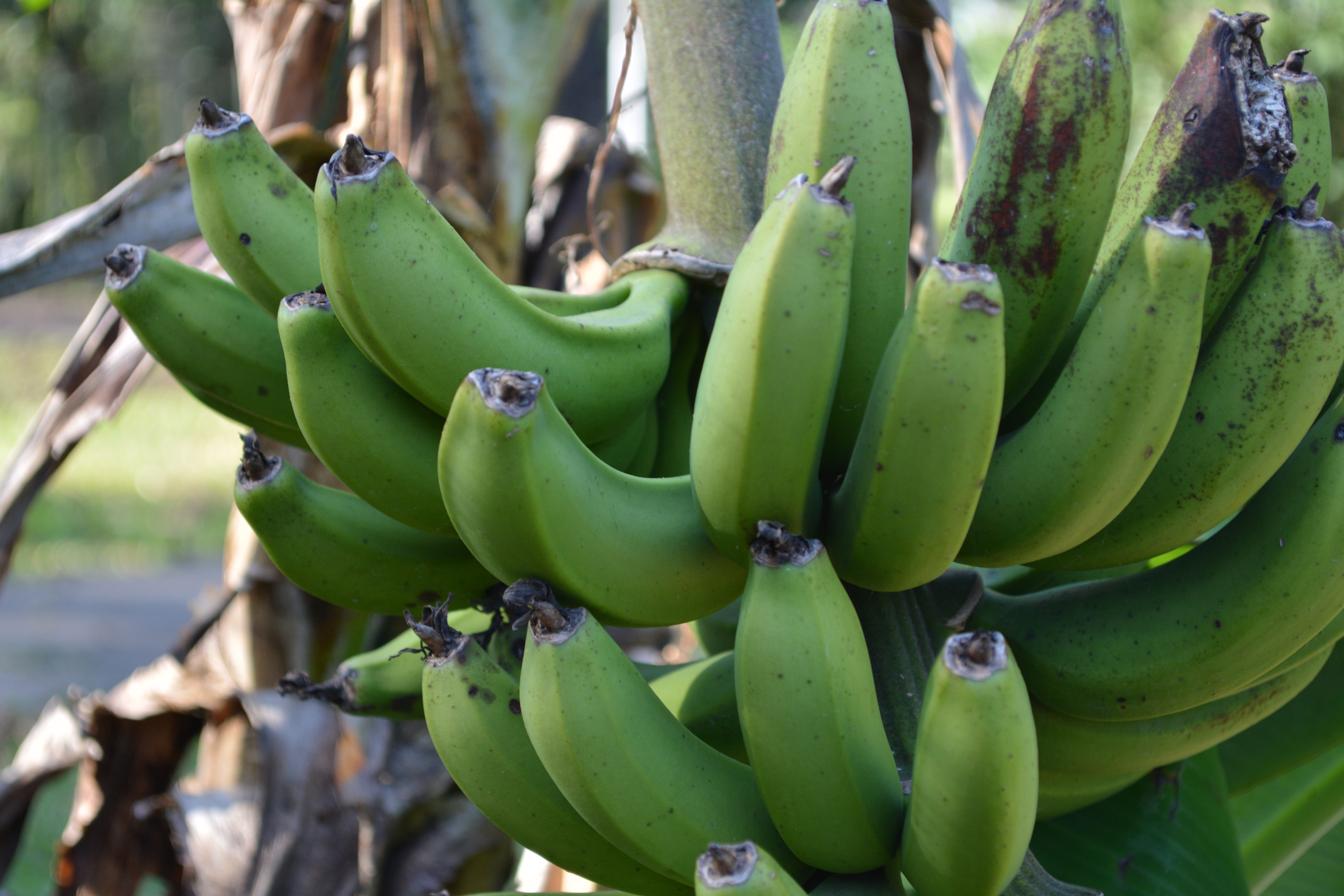
Cabeza de gualele